# Dicranomyia (Dicranomyia) calliergon calliergon
Dicranomyia (Dicranomyia) calliergon calliergon is een ondersoort van de tweevleugelige Dicranomyia (Dicranomyia) calliergon uit de familie steltmuggen (Limoniidae). De ondersoort komt voor in het Neotropisch gebied.